# 特朗波
特朗波（法語：Trampot，法語發音：[tʁɑ̃po] ⓘ）是法国大東部大區孚日省的一个市镇，属于讷沙托区。

## 地理
特朗波（48°21'43"N, 5°26'14"E）面积13.14 平方千米，位于法国大東部大區孚日省，该省份为法国东北部内陆省份，北起默兹省和默尔特-摩泽尔省，西接上马恩省，南至上索恩省和贝尔福地区省，东临上莱茵省和下莱茵省。
与特朗波接壤的市镇（或旧市镇、城区）包括：阿扬维尔、尚布龙库尔、莫里永维利耶、布雷尚维尔、格朗。

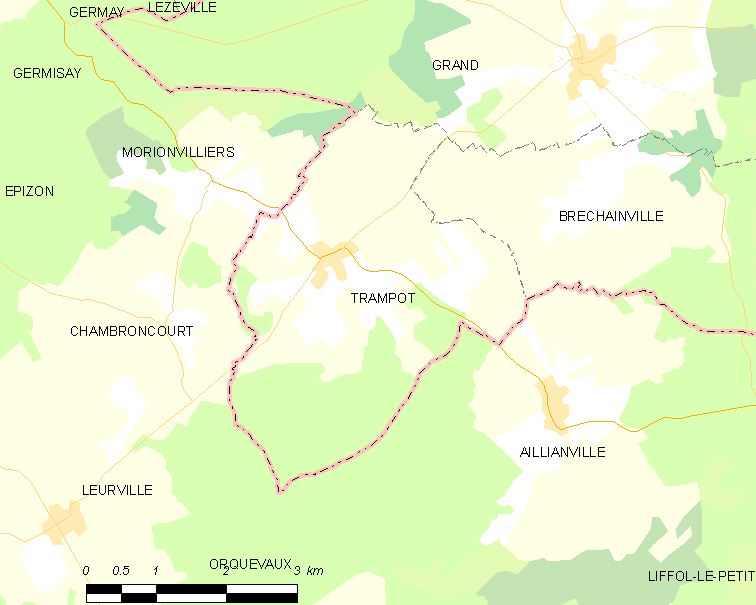
特朗波的OSM定位图

特朗波的时区为UTC+01:00、UTC+02:00（夏令时）。

## 行政
特朗波的邮政编码为88350，INSEE市镇编码为88477。

## 政治
特朗波所属的省级选区为讷沙托县。

## 人口

1962-2008年间特朗波人口变化图示

特朗波于2022年1月1日时的人口数量为101人。